# Stef van Buuren
Stef van Buuren (16 januari 1960) is een Nederlands psycholoog, werkzaam bij TNO en als professor aan de Universiteit Utrecht. Hij is tevens ontwikkelaar van diverse statistische gereedschappen, waaronder een nieuwe Body Mass Index-meter voor de signalering van gewichtsproblemen bij kinderen en volwassenen.
Van Buuren studeerde van 1978 tot 1986 psychologie aan de Universiteit Leiden, en promoveerde in 1990 bij Robert Stobberingh aan de Universiteit Utrecht op het proefschrift "Optimal scaling of time series" over tijdsreeksen in sociologisch onderzoek.
In 1990 begon Van Buuren voor een jaar als wetenschappelijk medewerker aan de universiteit van Leiden. Tussen 1991 en 2000 was hij als statisticus werkzaam bij TNO in Leiden op de afdeling "Preventie en Gezondheid", en sinds 2000 is hij daar hoofd van de afdeling statistiek. Sinds 2005 is hij tevens hoogleraar Toegepaste Statistiek in Preventie aan de Universiteit Utrecht. Hij heeft verder onder andere opgetreden als consulant voor de Wereldgezondheidsorganisatie.

## Publicaties
Van Buuren publiceerde verschillende boeken en vele artikelen. Een selectie:
- 1990. Optimal scaling of time series. Proefschrift Universiteit Utrecht.
- 1995. Haalbaarheidsstudie naar het voorspellen van de -cumulatieve- gevolgen van beleid voor chronisch zieken en gehandicapten. Met W.T.M. Ooijendijk en R.J.M. Perenboom.
- 1998. Gehandicapten Informatie DoorDenk Systeem GIDS Prototype eigen betalingen.
- 2001. Missing values : a symposium on incomplete data : proceedings of the tenth Symposium Statistical Software, organized on November 8, 2001, Jaarbeurs Congress Centre, Utrecht, The Netherlands. Met Jelke Bethlehem (red.)
- 2004. Response conversion for the health monitoring program. Met Allan Tennant (red.)